# Школа имени Горчакова
Школа имени А. М. Горчакова — частная школа-пансион для юношей 11—18 лет в Павловске.

## О Школе
Школа открыта в 1999 году. Первым директором и основателем педагогической системы была Казакова Елена Ивановна.
Названа в честь известного российского дипломата, одноклассника А. С. Пушкина, Александра Михайловича Горчакова. Жилой корпус располагается в помещениях дачи семьи архитектора Александра Павловича Брюллова.
Учредитель школы — филантроп Сергей Гутцайт — задумал её как действующий памятник Царскосельскому лицею. Девиз школы: «Образованность, ответственность, нравственность — для общей пользы».  В Школе имени А. М. Горчакова учатся мальчики с 5 по 11 класс, с 2022 вдобавок с 1 по 4. Вследствие небольших размеров школы одновременно обучаются только три класса. Набор проходит каждые 2—3 года. Ученики — дети жителей Санкт-Петербурга, Пушкина, Павловска, Ленинградской области.
В 2021 году российский писатель В. Е. Пугач написал роман "Кентавры на мосту", в котором описывает школу, её учеников и учителей. Имена и фамилии героев изменены, но портреты узнаваемы.

## Здание школы

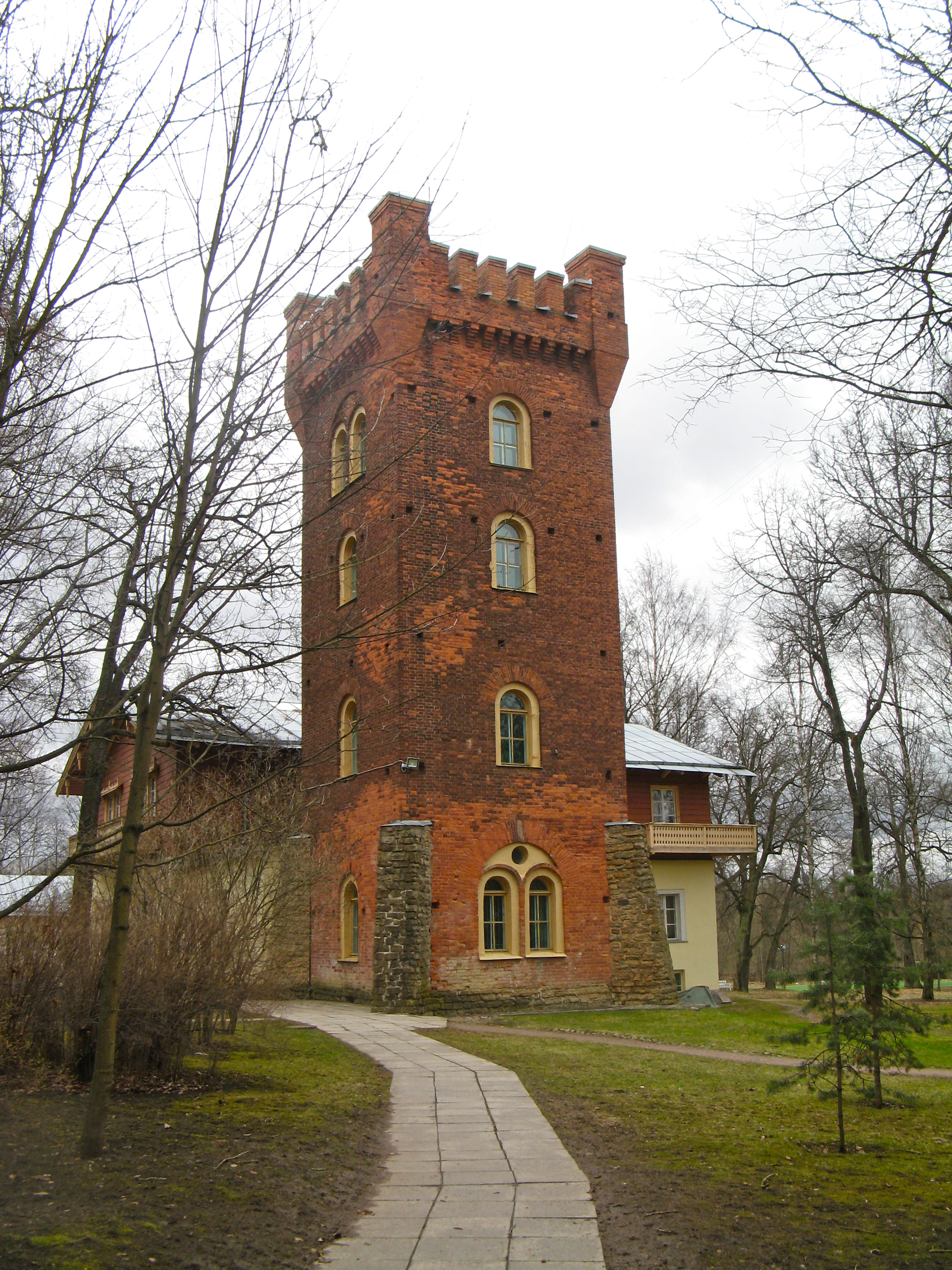
Дача А. П. Брюллова

Школа размещается на территории дачи архитектора Александра Брюллова. Проект главного здания был разработан самим владельцем в 1837 году, тогда же, очевидно, приступили к строительству. Постройка состоит из двух этажей (первый — каменный, второй — деревянный). С правой стороны дома расположена четырёхэтажная каменная башня со смотровой площадкой наверху, вход на которую был оформлен в виде купола обсерватории. С домом башня соединяется двухэтажным флигелем. В этом здании находятся комнаты старшеклассников, столовая, гостиная, а также астрономическая обсерватория.
Помимо старого здания, на территории школы расположены:
- новое здание — построено в 2001 году, в строительстве принимали участие ученики школы. Во времена А. П. Брюллова здесь, скорее всего, находились служебные постройки (амбары, сараи). Сейчас на первом этаже располагаются комнаты учеников младшего класса, а на втором — школьная библиотека.
- актовый зал — расположен на месте бывших теплиц. Построен в 2001 году. В актовом зале проводится значительная часть школьных мероприятий.
- учебное здание — бывшее здание приюта Елизаветы и Марии, построенное в 1908-09 гг. по проекту арх. А. В. Друкера. В советское время здесь располагался госпиталь. Школе принадлежит первый (офисные помещения, мастерские) и третий (учебные классы) этажи. На втором этаже расположился Центр социального обслуживания города Павловска.

## Распорядок дня и условия проживания
Школа предоставляет услуги пансиона. Выходные учащиеся, как правило, проводят дома.
Ученики живут в отдельных комнатах вдвоем.

## Образовательная программа
Помимо академической программы, ученикам предлагается широкий выбор программ внеурочной деятельности: спортивные игры, плавание, танец, изобразительное искусство, игра на музыкальном инструменте, кружки математики, физики, истории, астрономии, немецкого и др.
Каждую вторую субботу учащиеся на школьном автобусе выезжают на экскурсию по музеям Санкт-Петербурга. Экскурсии проводят учителя школы или приглашённые специалисты. Кроме этого, регулярно совершаются выезды в театры города.
Каждый год проводится Публичный экзамен, подготовка к которому включает в себя применение методов научного исследования.

### Система оценивания
В школе принята рейтинговая накопительная система оценки. Текущие баллы и рейтинги «окрашены в цвета» и разбиты на четыре интервала, которым соответствуют следующие оценки по пятибалльной системе:
| Значение рейтинга | Эквивалент по пятибалльной шкале | «Цвет» рейтинга |
| ----------------- | -------------------------------- | --------------- |
| меньше 50 %       | «2»                              | «чёрный»        |
| 50 % — 69,99 %    | «3»                              | «синий»         |
| 70 % — 89,99 %    | «4»                              | «зелёный»       |
| 90 % и более      | «5»                              | «красный»       |

Рейтинг определяется как отношение полученных учеником баллов к разыгранным, выраженное в процентах. В ходе учебного года по каждому предмету разыгрывается 300, 450 или 600 баллов, если количество уроков в неделю составляет от одного до двух, от трех до четырёх или более пяти соответственно. Кроме этого, ученик имеет право зарабатывать дополнительные баллы, выполняя необязательные задания или проявляя активность и творчество во время занятий.
Все данные об успеваемости заносятся в электронную таблицу, доступную для просмотра в любой момент времени. С помощью этой таблицы ученик может узнать четвертной и годовой рейтинг, оценку за каждую из работ, а также свои задолженности по предметам.
Разработка системы оценивания была осуществлена учителем физики школы, кандидатом педагогических наук Вороновым В. В.()

## Спорт
Каждое утро начинается с обязательной для всех учеников 20-ти минутной зарядки. Два-три раза в неделю проводятся уроки физической культуры. На территории школы находится футбольное поле. Ежегодно в конце учебного года проводятся традиционные спортивные состязания — Горчаковское Многоборье.
Зимой ученики катаются на лыжах и коньках. Кроме того ученики по понедельникам и четвергам посещают в бассейн в городе Коммунар (Гатчинский район).

## Школьные проекты

### Образовательные путешествия
Программа путешествий:
| Класс        | Поездка по России                                           | Поездка за границу              |
| ------------ | ----------------------------------------------------------- | ------------------------------- |
| Пятый        | Крым или Архангельск, Псков                                 | Скандинавия                     |
| Шестой       | Русская усадьба (Тульская область)                          | Греция                          |
| Седьмой      | Русский Север (Карелия Соловки) или Крым (Республика Крым), | Англия                          |
| Восьмой      | Крым или Русский Север (Карелия),                           | Закавказье (Грузия Азербайджан) |
| Девятый      | Поволжье                                                    | Италия                          |
| Десятый      | Сибирь                                                      | Китай                           |
| Одиннадцатый | Москва (самостоятельная)                                    | Израиль                         |

### Походы
Ежегодно в конце учебного года организуется поход по Ленинградской области и не только. Программа походов:
| Класс   | Место похода                | Тип                 |
| ------- | --------------------------- | ------------------- |
| Пятый   | Река Луга                   | Пеший, стационарный |
| Шестой  | Побережье Финского залива   | Пеший               |
| Седьмой | Вуокса                      | Лодочный            |
| Восьмой | Река Пра, Рязанская область | Байдарочный         |
| Девятый | Ладожское озеро             | Байдарочный         |
| Десятый | Белое море                  | Байдарочный         |

### Горчаковский форум
Ежегодно в начале осенних каникул в Школе проводится Всероссийский Горчаковский форум школьных проектов, участники которого имеют возможность поделиться опытом проектной деятельности и новыми идеями.

## Астрономическая обсерватория
В 2005 году была открыта астрономическая обсерватория, которая расположилась на смотровой площадке башни. Наблюдения за астрономическими объектами проводятся довольно часто и пользуются большой популярностью среди учеников. В настоящее время школьная обсерватория оснащена тремя инструментами:
- 65-мм телескоп-рефлектор «Алькор» системы Ньютона
- 40-мм солнечный телескоп «Coronado», использующий длину волны Ha
- 205-мм зеркально-линзовый телескоп системы Шмидта-Риччи-Кретьена LX90-ACF фирмы Meade, оснащенной системой автоматического наведения Autostar и лунно-планетной цифровой камерой.